# Biscogniauxia capnodes
Biscogniauxia capnodes är en svampart. Biscogniauxia capnodes ingår i släktet Biscogniauxia och familjen kolkärnsvampar.  Arten är reproducerande i Sverige.

## Underarter
Arten delas in i följande underarter:
- limonispora
- rumpens
- theissenii
- capnodes